# Garleton Castle
Garleton Castle ist eine Burgruine etwa 2,4 km nördlich von Haddington an der Nordkante der Garleton Hills in der schottischen Council Area East Lothian.

## Architektur
Garleton Castle bestand einst aus drei Blöcken innerhalb einer Kurtine, aber der Hauptblock, ein Tower House mit L-förmigem Grundriss und seinen beiden Seitenflügeln ist größtenteils zerstört. Der zweite Block wurde in ein Bauernhaus umgewandelt, und der rechteckige, dritte Block ist noch fast komplett. Dieser Block hat zwei Vollgeschosse und ein Dachgeschoss sowie Staffelgiebel. Weitere Details sind der runde Treppenturm und Schießscharten in den Mauern. Die Schießscharten sind ausgeschrägt, charakteristisch für das 16. Jahrhundert. Die Burg ist aus Bruchstein erbaut. Teile der Kurtine sind ebenso erhalten wie ein runder Turm.
Das Innere, das wesentlich verändert wurde, besteht aus einer Küche mit Gewölbedecke, ausgestattet mit einer Feuerstelle mit weitem Bogen, und einem weiteren Raum mit überdachtem, offenen Kamin. Historic Scotland hat die Überreste der Burg als historisches Bauwerk der Kategorie B gelistet und sie gelten als Scheduled Monument.

## Geschichte
Das Gebäude aus dem 16. Jahrhundert gehörte dem Clan Lindsay. Später fiel es an die Towers aus Innerleithen. Diese verkauften es an die Setons. Sir John Seton erhielt das Anwesen von seinem Vater, George Seton, 3. Earl of Winton. Bereits 1885 konnte man das Anwesen als fragmentarische Ruine beschreiben.
Möglicherweise wurde Sir David Lindsay, der Ane Pleasant Satyre of the Thrie Estaitis schrieb, 1486 in einem früheren Gebäude an derselben Stelle geboren.

## Geister
Man sagt, dass das Gebäude einst von der Erscheinung eines Mannes heimgesucht wurde, wobei man das Geräusch schwerer Schritte hören konnte.